# R. D. Reid
Pour les articles homonymes, voir Reid.
R. D. Reid, né le 22 septembre 1944 au Canada et mort le 20 juin 2017, est un acteur canadien.

## Filmographie

### Cinéma
- 2009 : You Are Here : Dr. Eisenberg
- 2009 : Silent But Deadly : Ed
- 2009 : Le Cri du hibou : M.. Kolbe
- 2008 : The Baby Formula : Dr. Oldenfield
- 2008 : The Border : Doctor Gorman
- 2008 : Le Cri du hibou : M. Kolbe
- 2008 : Roxy Hunter and the Mystery of the Moody Ghost : Middleton
- 2007 : Le Directeur :
- 2007 : Chronique des morts-vivants : le fermier amish
- 2007 : Lars and the Real Girl : Reverend Bock
- 2006 : Une fiancée pas comme les autres : Révérend Bock
- 2005 : Truman Capote : Roy Church
- 2004 : A History of Violence : Pat
- 2004 : De l'ombre à la lumière : un flic d'Hooverville
- 2004 : Sugar (en) : Lyle
- 2004 : Prom Queen : Vincent
- 2003 : L'Armée des morts : Glen
- 2001 : Terre Neuve de Lasse Hallström : Alvin Yark
- 2001 : The Skulls : société secrète : un professeur
- 2001 : Une vie pour une vie : Dr. Tierny
- 2000 : Code d'honneur : Det. Batal
- 1998 : Les Fumistes : le scientifique
- 1998 : Aldrich Ames agent trouble : les responsables senior
- 1998 : Happy Christmas, Miss King : Docteur Paige
- 1997 : Qui a tué ma meilleure amie ? : M.. Peabody
- 1996 : Le Mensonge de Noël : Elmore P. Watson
- 1993 : À la recherche de Bobby Fischer : le directeur de la finale du tournoi
- 1991 : Le Feu sur la glace : un flic de Calgary

### Télévision
- 1996 : Les Enfants perdus (Homecoming) : un agent de sécurité
- 2000 : Le père Noël a disparu : Grady
- 2006 : Le Berceau du mensonge : Arnold Golding
- 2007 : Au nom de ma fille (In God's Country)
- 2008 : Un cœur d'athlète : Dr. Schaman